# Costa da Morte (pel·lícula)
Costa da Morte és una pel·lícula documental galega dirigida per Lois Patiño que es va estrenar el 2013. Va ser produït per l'estudi de la Corunya Zeitun Films. Al Festival de Locarno va guanyar el premi al millor director emergent a la secció Cinematographers of the Present. La pel·lícula explica la història de la relació entre l'home i el paisatge de la Costa da Morte.

## Premis i nominacions

### 12a edició dels Premis Mestre Mateo
Costa da Morte va guanyar els Premi Mestre Mateo al millor documental.
| Categoria         | resultat  |
| ----------------- | --------- |
| Millor documental | Guanyador |

### II Premis Feroz
| Categoria      | resultat  |
| -------------- | --------- |
| Premi especial | Guanyador |